# Get Rollin'
Albums de Nickelback
Feed the Machine
(2017)
Singles
1. San Quentin
Sortie : 7 septembre 2022
2. Those Days[4]
Sortie : 5 octobre 2022
3. High Time
Sortie : 14 novembre 2022

Get Rollin' et le dixième album studio du groupe canadien de rock Nickelback, publié le 18 novembre 2022 sur le label BMG.

## Annonce et sortie
Au début de 2019, les membres du groupe annoncent l'enregistrement d'un dixième album studio, bien que Chad Kroeger ait concédé qu'il n'y avait pas de calendrier ou de précipitation pour que le groupe le termine. Mike Kroeger partage son désir personnel d'aller dans une direction plus heavy metal, ou de vouloir faire un album de reprises de chansons de Slayer,.
Le 14 août 2020, le groupe sort une reprise de la chanson The Devil Went Down to Georgia du Charlie Daniels Band, avec Dave Martone,.
Lors d'une interview datant de juillet 2021, le bassiste Mike Kroeger commente les progrès du groupe sur la nouvelle musique en disant « C'est en train de se passer en ce moment », dit-il à propos du prochain album. « La musique est en train d'être composée et enregistrée au Canada. On était là-bas, et quelque chose est arrivé et notre producteur a dû prendre un peu de temps libre. J'ai donc profité de cette occasion pour retourner à Los Angeles avec ma famille et passer un peu de temps à la maison. Mais je vais y retourner dans quelques semaines pour reprendre le travail. » Lorsque la question de la date de sortie est abordée, Mike déclare : « ça se fera quand ça se fera », expliquant que lui et le groupe préféreraient ne pas être confinés à un calendrier de peur de faire « un disque de merde ». « Les dates de sortie sont principalement déterminées par des intérêts commerciaux, comme les labels et autres. On n'en a pas », déclare-t-il. « On se gère nous-même depuis environ un an. Donc, la réponse est non. On le fait selon notre calendrier, à notre propre rythme, et ça se fera quand ça se fera. Parce qu'on a souvent dépassé les délais dans le passé. Parce qu'on pense qu'on peut faire un bon disque et être en retard, mais on ne peut pas, ou on ne doit pas, faire un disque de merde pour être dans les temps. Donc on n'est pas pressé par le temps,,. »
L'album se vend à plus de 50 000 exemplaires sur sa première semaine aux États-Unis[réf. nécessaire].

## Liste des pistes
| Get Rollin' | Get Rollin'                           | Get Rollin' | Get Rollin' | Get Rollin' | Get Rollin' | Get Rollin' | Get Rollin' | Get Rollin' | Get Rollin' |
| No          | Titre                                 | Durée       |             |             |             |             |             |             |             |
| ----------- | ------------------------------------- | ----------- | ----------- | ----------- | ----------- | ----------- | ----------- | ----------- | ----------- |
| 1.          | San Quentin                           | 3:31        |             |             |             |             |             |             |             |
| 2.          | Skinny little missy                   | 3:37        |             |             |             |             |             |             |             |
| 3.          | Those Days                            | 3:39        |             |             |             |             |             |             |             |
| 4.          | High Time                             | 3:54        |             |             |             |             |             |             |             |
| 5.          | Vegas Bomb                            | 3:45        |             |             |             |             |             |             |             |
| 6.          | Tidal Wave                            | 3:32        |             |             |             |             |             |             |             |
| 7.          | Does Heaven Even Know You're Missing? | 3:43        |             |             |             |             |             |             |             |
| 8.          | Steel Still Rusts                     | 4:27        |             |             |             |             |             |             |             |
| 9.          | Horizon                               | 3:15        |             |             |             |             |             |             |             |
| 10.         | Standing in the Dark                  | 4:01        |             |             |             |             |             |             |             |
| 11.         | Just One More                         | 3:38        |             |             |             |             |             |             |             |
| 41:02       |                                       |             |             |             |             |             |             |             |             |

| Édition deluxe bonus | Édition deluxe bonus                                     | Édition deluxe bonus | Édition deluxe bonus | Édition deluxe bonus | Édition deluxe bonus | Édition deluxe bonus | Édition deluxe bonus | Édition deluxe bonus | Édition deluxe bonus |
| No                   | Titre                                                    | Durée                |                      |                      |                      |                      |                      |                      |                      |
| -------------------- | -------------------------------------------------------- | -------------------- | -------------------- | -------------------- | -------------------- | -------------------- | -------------------- | -------------------- | -------------------- |
| 1.                   | High Time (acoustique)                                   | 3:43                 |                      |                      |                      |                      |                      |                      |                      |
| 2.                   | Does Heaven Even Know You're Missing? (acoustique)       | 3:43                 |                      |                      |                      |                      |                      |                      |                      |
| 3.                   | Just One More (acoustique)                               | 3:38                 |                      |                      |                      |                      |                      |                      |                      |
| 4.                   | Horizon (acoustique)                                     | 3:17                 |                      |                      |                      |                      |                      |                      |                      |
| 5.                   | Steel Still Rusts (acoustique ; bonus version japonaise) | 4:25                 |                      |                      |                      |                      |                      |                      |                      |
| 56:20                |                                                          |                      |                      |                      |                      |                      |                      |                      |                      |

## Classements hebdomadaires
| Classements (2022)                  | Meilleure position |
| ----------------------------------- | ------------------ |
| Allemagne (Media Control AG)        | 7                  |
| Australie (ARIA)                    | 3                  |
| Autriche (Ö3 Austria Top 40)        | 8                  |
| Belgique (Flandre Ultratop)         | 40                 |
| Belgique (Wallonie Ultratop)        | 149                |
| Canada (Canadian Albums Chart)      | 4                  |
| Écosse (OCC)                        | 7                  |
| Espagne (Promusicae)                | 91                 |
| États-Unis (Billboard 200)          | 30                 |
| États-Unis (Independent Albums)     | 3                  |
| Italie (FIMI)                       | 75                 |
| Japon (Billboard Japan)             | 20                 |
| Japon (Oricon)                      | 20                 |
| Japon (Oricon Digital Albums)       | 11                 |
| Nouvelle-Zélande (RIANZ)            | 31                 |
| Pays-Bas (Mega Album Top 100)       | 92                 |
| Royaume-Uni (UK Albums Chart)       | 8                  |
| Royaume-Uni (UK Independent Albums) | 1                  |
| Royaume-Uni (Rock & Metal Albums)   | 1                  |
| Suisse (Schweizer Hitparade)        | 1                  |